# Автомобільні шляхи Миколаївської області
Автомобі́льні шляхи́ Миколаївської області — мережа доріг на території Миколаївщини, що об'єднує між собою населені пункти та окремі об'єкти та призначена для руху транспортних засобів, перевезення пасажирів та вантажів.

## Дороги державного значення

### Міжнародні автомобільні дороги
| Індекс та номер дороги | Маршрут у межах області | Протяжність у межах області, км |
| ---------------------- | --- | ------------------------------- |
| E95 М05                | Кіровоградська область — Криве Озеро Р75 — Одеська область | 23,5 км                         |
| E584 М13               | Кіровоградська область — Н24 — Генівка Р75 — Врадіївка Т 1506 — Одеська область                                                                                 | 76 км                           |
| E58 М14                | Одеська область — Коблеве Т 1516 — Федорівка Т 1515 — Красне Т 1514 — Нечаяне Т 1513 — Миколаїв Н11 • Н14 • Н24 • Т 1501 • Т 1506 • Т 1507 — Херсонська область | 123 км                          |

### Національні автомобільні дороги
| Індекс та номер дороги | Маршрут у межах області | Протяжність у межах області, км |
| ---------------------- | --- | ------------------------------- |
| Н11                    | Дніпропетровська область — Казанка Р81 — Новий Буг Р55 — Баштанка Т 1529 — Калинівка Т 1508 — Миколаїв М14 • Н14 • Н24 • Т 1501 • Т 1506 • Т 1507 | 144 км                          |
| Н14                    | Кіровоградська область — Возсіятське Р55 — Миколаїв М14 • Н11 • Н24 • Т 1501 • Т 1506 • Т 1507 | 86 км                           |
| Н24                    | Кіровоградська область — Первомайськ Р75 • Т 1504 — М13 — Т 1510 — Південноукраїнськ — Олександрівка Р75 — Вознесенськ Р55 • Т 1511 — Нова Одеса Т 1503 • Т 1510 — Під'їзд до Міжнародного аеропорту «Миколаїв» — Миколаїв М14 • Н11 • Н14 • Т 1501 • Т 1506 • Т 1507 | 196 км                          |

### Регіональні автомобільні дороги
| Індекс та номер дороги | Маршрут у межах області | Протяжність у межах області, км |
| ---------------------- | --- | ------------------------------- |
| Р55                    | Одеська область — Григорівка Т 1506 — Веселинове Т 1502 — Вознесенськ Н24 • Т 1511 — Єланець Т 1510 — Возсіятське Н14 — Новий Буг Н11 | 135 км                          |
| Р75                    | Одеська область — Криве Озеро М05 — Берізки Т 1506 — Первомайськ Н24 • Т 1504 — Генівка М13 — Доманівка Т 1506 — Олександрівка Н24    | 118 км                          |
| Р81                    | Казанка Н11 — Т 0443 — Березнегувате Т 1508 • Т 1509                                                                                  | 61,2 км                         |

### Територіальні автомобільні дороги
| Індекс та номер дороги | Маршрут у межах області                                                                                                  | Протяжність у межах області, км |
| ---------------------- | --- | ------------------------------- |
| Т 1501                 | Миколаїв М14 • Н11 • Н14 • Н24 • Т 1506 • Т 1507 — Херсонська область                                                    | 35 км                           |
| Т 1502                 | Веселинове Р55 — Покровка — Ольшанське — Т 1506                                                                          | 70,1 км                         |
| Т 1503                 | Обхід Нової Одеси Н24 • Т 1510                                                                                           | 13,8 км                         |
| Т 1504                 | Первомайськ Н24 • Р75 — Кіровоградська область                                                                           | 31 км                           |
| Т 1505                 | Снігурівка Т 1508 • Т 1517 — Херсонська область                                                                          | 33 км                           |
| Т 1506                 | Миколаїв М14 • Н11 • Н14 • Н24 • Т 1501 • Т 1507 — Т 1502 — Григорівка Р55 — Доманівка Р75 — Врадіївка М13 — Берізки Р75 | 174,9 км                        |
| Т 1507                 | Миколаїв М14 • Н11 • Н14 • Н24 • Т 1501 • Т 1506 — Велика Корениха Т 1518 — Парутине — Очаків Т 1513 • Т 1519            | 66,6 км                         |
| Т 1508                 | Калинівка Н11 — Снігурівка Т 1505 • Т 1517 — Березнегувате Т 1509 • Р81                                                  | 79,2 км                         |
| Т 1509                 | Баштанка Н11 — Березнегувате Т 1508 • Р81                                                                                | 42,8 км                         |
| Т 1510                 | Нова Одеса Н24 • Т 1503 — Єланець Р55 — Братське Т 1511 • Т 1222 — Арбузинка — Н24                                       | 116,6 км                        |
| Т 1511                 | Братське Т 1510 • Т 1222 — Вознесенськ Н24 • Р55                                                                         | 36,5 км                         |
| Т 1513                 | Нечаяне М14 — Кам'янка Т 1518 — Очаків Т 1507 • Т 1519                                                                   | 37,1 км                         |
| Т 1514                 | Красне М14 — Березанка                                                                                                   | 4,3 км                          |
| Т 1515                 | Федорівка М14 — Рибаківка Т 1520 — База відпочинку «Лугове»                                                              | 25,2 км                         |
| Т 1516                 | Коблеве М14 — База відпочинку «Морська»                                                                                  | 9 км                            |
| Т 1517                 | Під'їзд до Снігурівки Т 1505 • Т 1508                                                                                    | 3,6 км                          |
| Т 1518                 | Велика Корениха Т 1507 — Кам'янка Т 1513                                                                                 | 21 км                           |
| Т 1519                 | Очаків Т 1507 • Т 1513 — База відпочинку «Чорноморка»                                                                    | 6 км                            |
| Т 1520                 | Рибаківка Т 1515 — Зона відпочинку «Рибаківка»                                                                           | 1,5 км                          |

Частково територією області проходять територіальні автомобільні дороги інших областей
| Індекс та номер дороги | Маршрут у межах області                           | Протяжність у межах області, км |
| ---------------------- | ------------------------------------------------- | ------------------------------- |
| Т 0443                 | Херсонська область — Озерівка — Сергіївка — Р81   | 18 км                           |
| Т 1222                 | Братське Т 1510 • Т 1511 — Кіровоградська область | 33 км                           |